# 动机性遗忘
动机性遗忘（motivated forgetting）是一种个体心理自我保护的防御行为，意即人会有意或无意的忘记那些会造成不愉快的心绪或内心冲突的事物，多见于越战老兵。 